# Gracilocyon
Gracilocyon is een geslacht van uitgestorven roofdieren uit de familie Miacidae. Het dier leefde in het Laat-Paleoceen en Vroeg-Eoceen in Noord-Amerika en Europa.

## Fossiele vondsten
De oudste fossielen van Gracilocyon dateren uit het Laat-Paleoceen en zijn gevonden in Roemenië. Samen met Vassacyon, waarvan in Frankrijk fossielen zijn gevonden, is Gracilocyon de oudst bekende Europese miacide. Verondersteld wordt dat de miaciden zich in oostelijk Azië voor het eerst ontwikkelden en vervolgens in het Laat-Paleoceen Europa bereikten.
Gracilocyon overleefde in Europa tot in het Vroeg-Eoceen met fossiele vondsten van G. solei in het Belgische Formatie van Tienen op de locaties van Dormaal en Erquelinnes. Tijdens het Paleocene-Eocene Thermal Maximum migreerde Gracilocyon via arctische landbruggen naar Noord-Amerika met fossiele vondsten uit het Wasatchian in de Verenigde Staten. Uit Wyoming zijn G. winkleri en G. rosei bekend. In de Tuscahoma-formatie in Mississippi zijn fossielen van G. igniculus gevonden.

## Naamgeving
Gracilocyon betekent 'graciele hond'. 'Slank' verwijst naar de zeer graciele, scherpe tanden. 'Hond' is een veelgebruikte aanduiding in de geslachtsnamen van miaciden. In eerste instantie werd de typesoort G. winkleri in 1983 door Philip Gingerich beschreven als Miacis winkleri. Nieuwe vondsten in Dormaal leidde in 2010 tot indeling in een nieuw geslacht voor G. solei en de Noord-Amerikaanse verwanten op basis van kenmerken in het gebit die hen onderscheiden van Miacis-soorten.

## Kenmerken
Gracilocyon was een klimmende insectivoor. Met een gewicht van ongeveer 165 gram had dit dier het formaat van een grote wezel of kleine hermelijn.